# یونی اررا (بازیکن فوتبال)
یونی اررا (اسپانیایی: Johnny Herrera‎؛ زاده ۹ مهٔ ۱۹۸۱) یک بازیکن فوتبال اهل شیلی است.